# ロシア鉄道RA1形気動車
RA1形（ロシア語: РА1）は、ロシア鉄道（ОАО «Российские железные дороги»）が1997年から導入した気動車（レールバス）。製造したメトロワゴンマッシュからは730形や731形と言う形式名も与えられている。
この項目では、RA1形に関連する他の形式についても解説する。

## 概要
1990年代後半、ロシア鉄道ではローカル線の乗客輸送が大きな課題となっていた。ほとんどの路線ではソ連国鉄から継承された3-6両編成の気動車列車やディーゼル機関車牽引の客車列車が使用していたが、それらの多くは老朽化が進んでいた事に加え、長編成の気動車を乗客が少ない路線へ投入する、高出力の機関車が少数の客車を牽引するなどの非効率な運用を余儀なくされていた。そこで注目されたのが、編成を組むことを前提に設計された気動車列車と比較してコストの大幅な削減が可能となる、単行運転が可能なレールバスであった。そして1997年、メトロワゴンマッシュへ発注が行われたのがRA1形レールバスである。
車体は軌道への負担を抑えるため軽量のステンレスで製造され、両端に運転台を有する。乗降扉の下部には低床式プラットホームに対応した折り畳み式乗降用ステップが設置されている。エンジンはEURO II規格に基づき設計が行われたカミンズ製のものを採用し、変速機はフォイト製の液体式変速機を用いる。従来の気動車と異なりこれらの機器は床下に配置されているため、車内の空間を最大限活用する事が可能となっている。また主要機器はマイクロプロセッサによる自動診断や制御によって管理され、メンテナンス時の負担を軽減している。

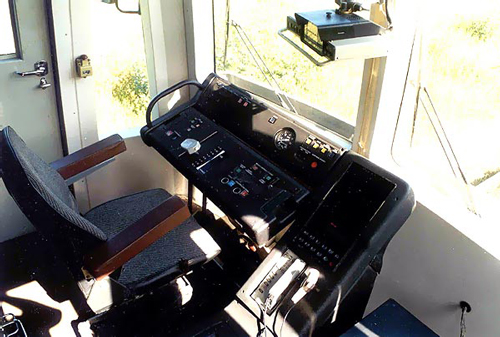
運転台
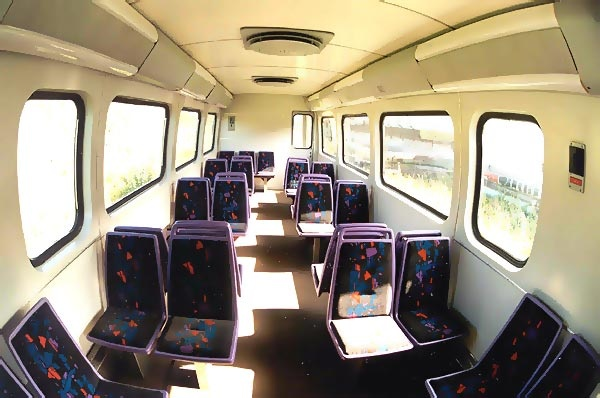
車内（730形）
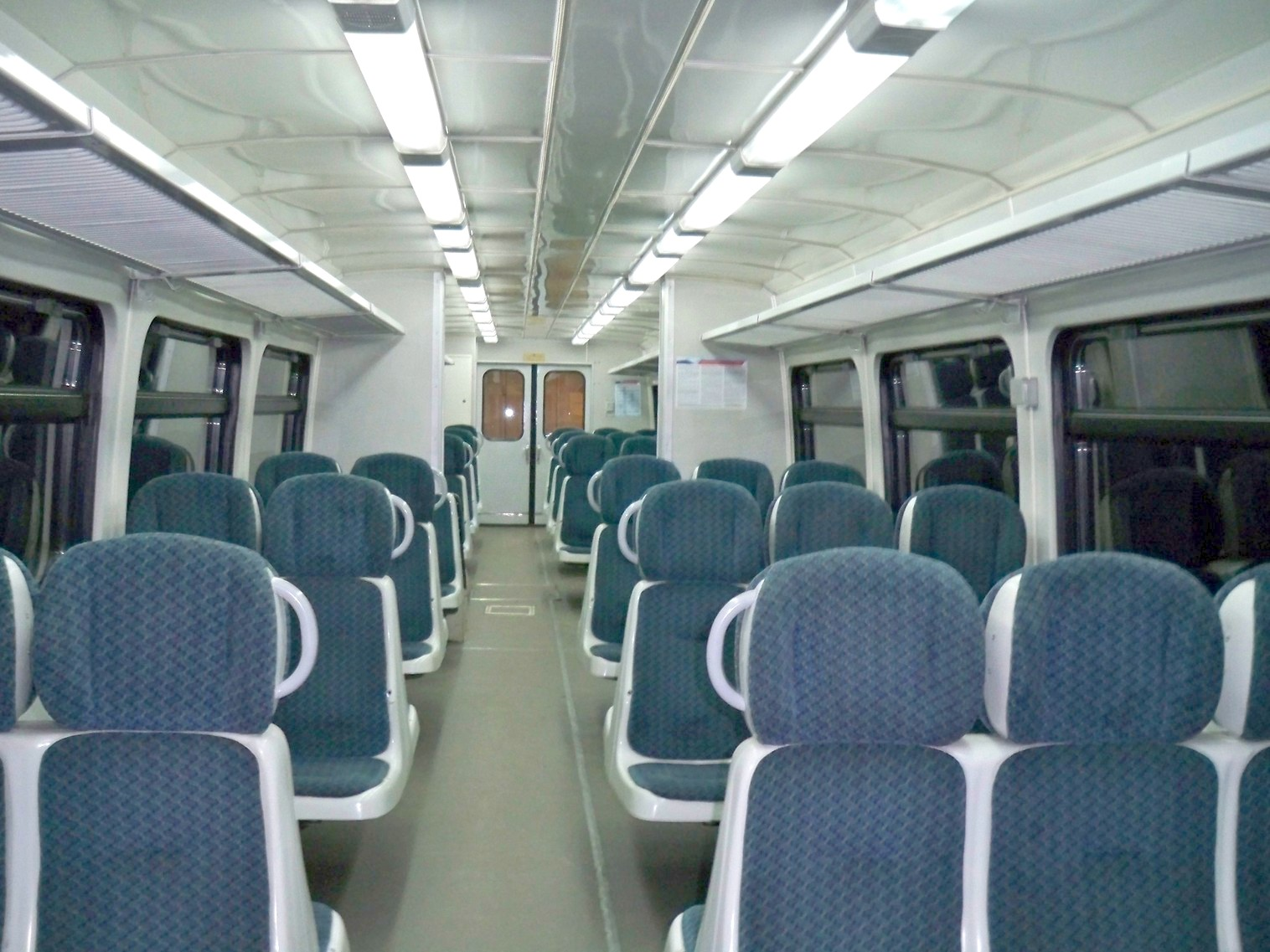
車内（731形）

## 車種

### 730形

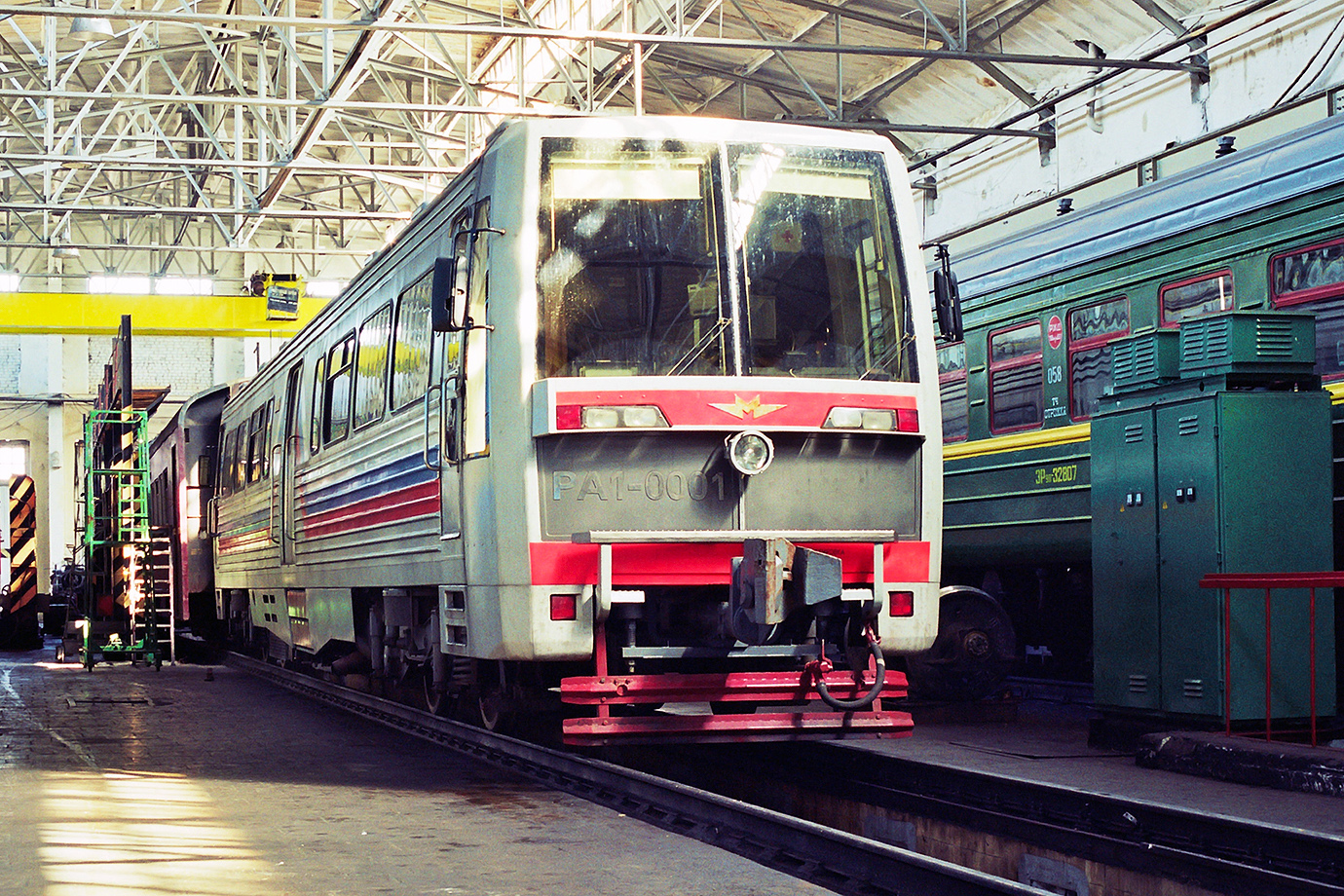
730形（RA1-0001）

1997年に1両（RA1-0001）が製造された試作車。乗降扉は車体中央に1箇所設置され、扉部と客室はデッキで区切られていた。また運転台扉下部に設置されていた前照灯部分が一段飛び出ていた。長期の試験後は営業運転に使用されたが、2017年に廃車され、以降はロシア鉄道博物館に収蔵されている。

### 731形

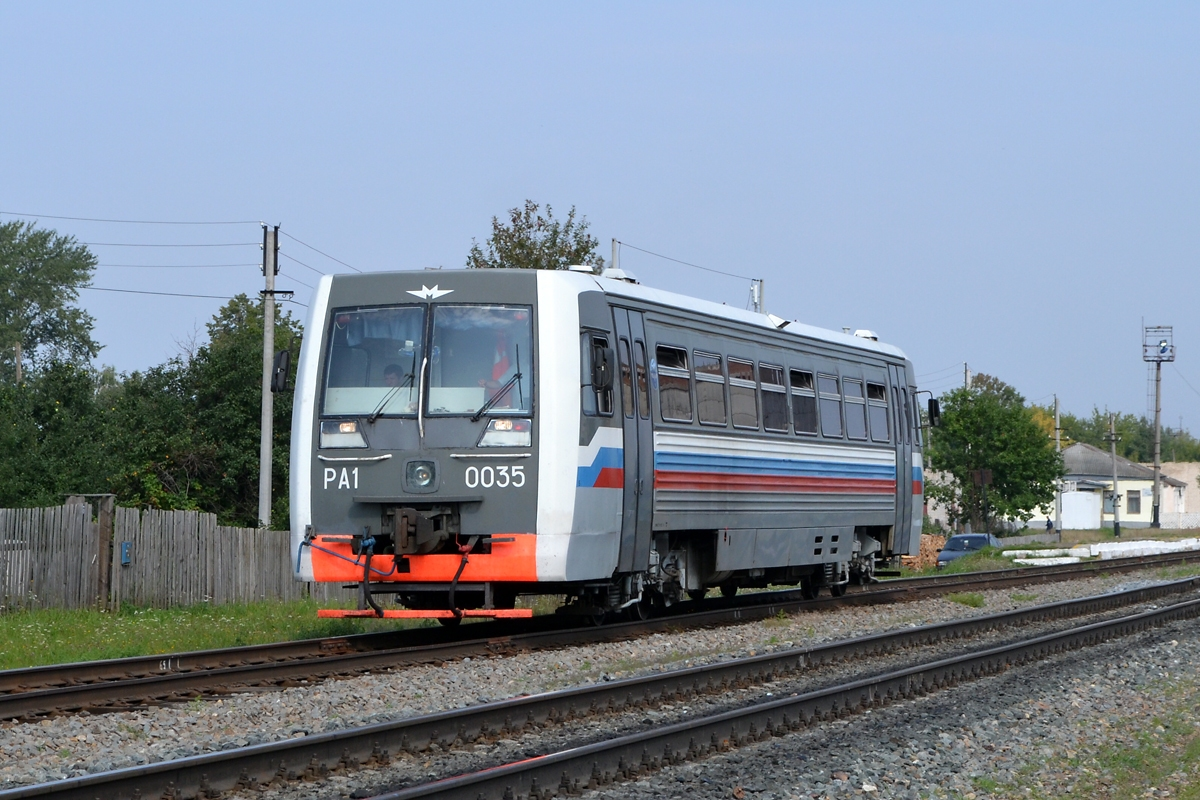
731形（RA1-0035）

730形の試験結果を基に改良が行われた量産形式。乗降扉の位置・数が車体両端2箇所に変更された他、前照灯の形状も変わっている。定員数は160人（着席78人）に、重量も空車37t、最大重量48tに増加している。1999年に1両（RA1-0002）が導入された後、2005年から2006年にかけて量産車の導入が行われた。

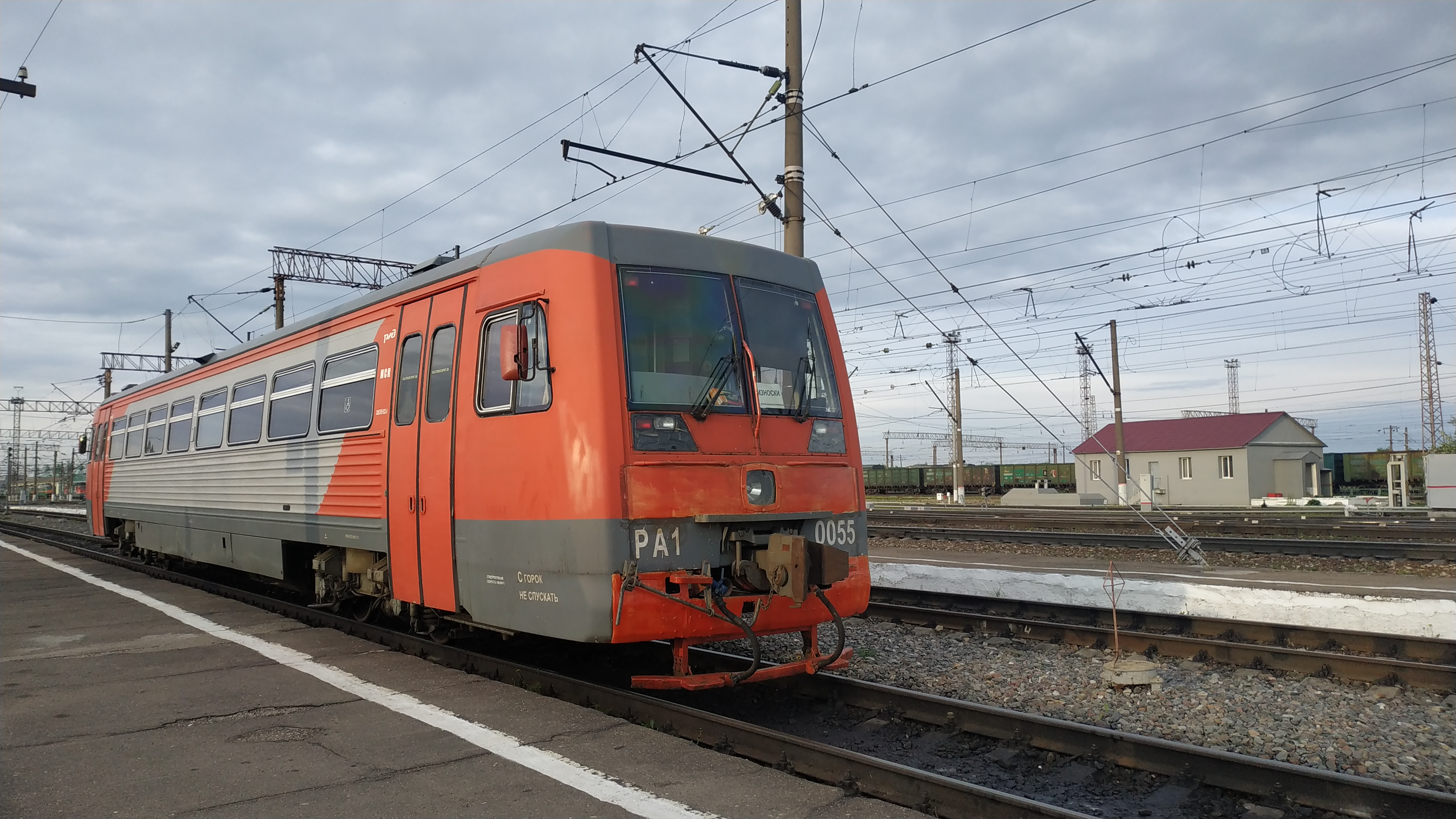
塗装が変更された731形（RA1-0055）

### 731.15形

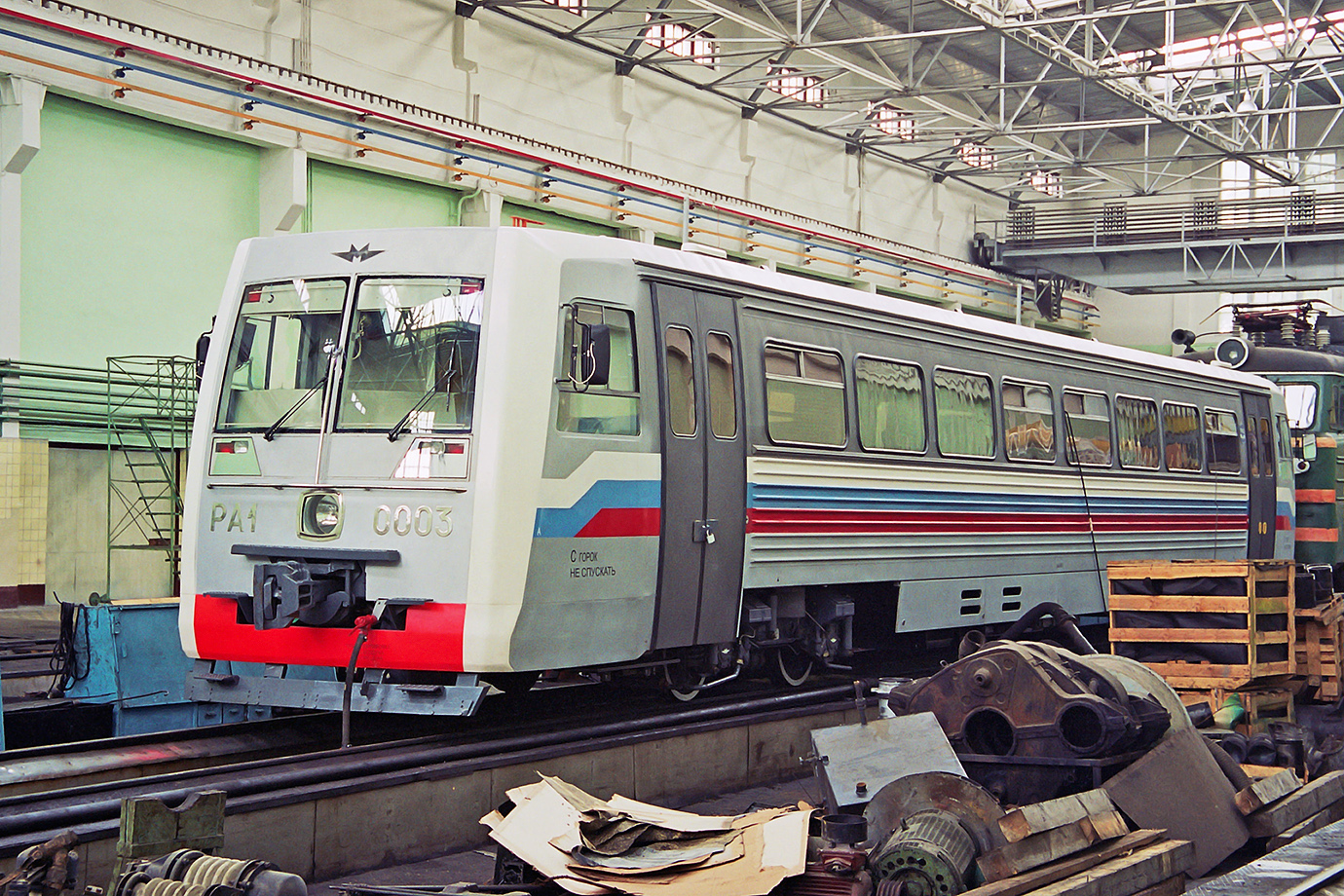
試験中のRA1-0003

2002年に製造されたRA1-0003には、主要機器の国産化を図りロシアのバルナウルトランスマッシュで製造された6D6N形ディーゼルエンジンが搭載された。その後は試験が実施されたが良好な結果は得られず、量産される事なく2006年にメトロワゴンマッシュへ返却された。

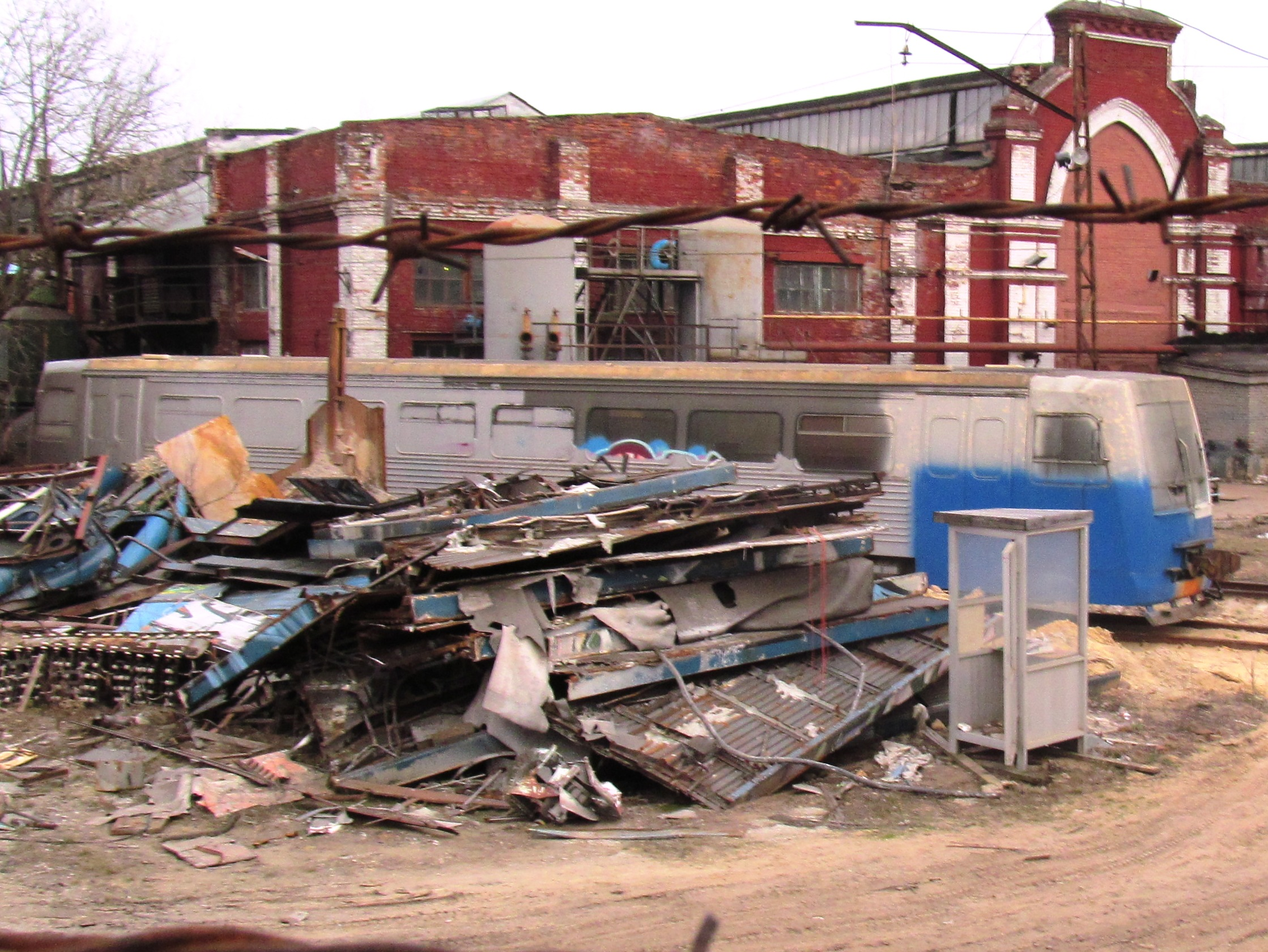
返却後放置されているRA1-0003（2018年撮影）

## 発展形式

### モスクワ地下鉄81-730.15形気動車
モスクワ地下鉄が所有する事業用気動車。乗降扉の形状や塗装を除き730形と同型の車両で、地下鉄用車両の牽引などに使用される。

### ハンガリー国鉄6341形気動車
ハンガリー国鉄（MÁV）向けに製造された車両。メトロワゴンマッシュでは731.25形もしくはRA-B形（РА-В）という形式名で呼ばれている。730形を基に設計され、乗降扉も同様に中央部に1箇所設置されているが、郊外での運用や地域間輸送を考慮し片運転台式の車両を繋いだ2両編成を構成しており、最大3編成まで連結可能となっている。エンジンはMTU製となり、フォイト製のトルクコンバータと組み合わされた"パワーパック"（PowerPack）として搭載されている。
2002年から営業運転を開始し、2006年までに40編成が導入された。製造当初は"6341形"という形式名であったが、2019年現在は"416形"に変更されている。また2017年以降、ハンガリー国鉄のFLIRTに合わせた青色を基調としたものへの塗装変更が行われている。

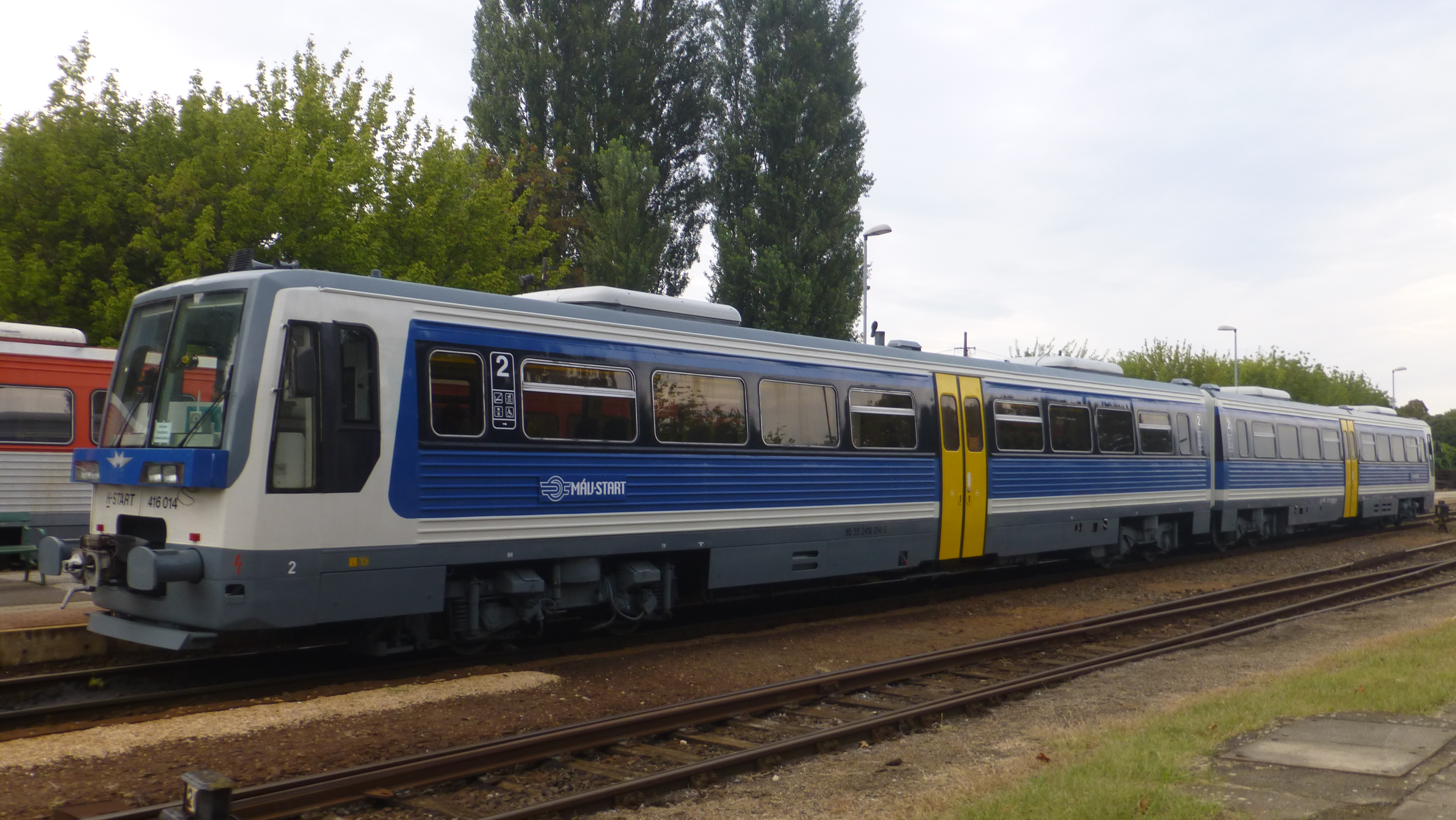
2017年以降は新塗装への変更が進んでいる

### チェコ鉄道835形気動車
チェコ共和国に対するロシアの債務返済の一環として、チェコ鉄道向けに製造された試作車。メトロワゴンマッシュからは731.35形もしくはRA-Ch形（РА-Ч）という形式名で呼ばれていた。基本的な構造はハンガリー国鉄6341形と同一だが最高速度が120km /hに変更された。
2003年に製造された後チェコ各地の路線での試運転が実施され、2005年からは旅客列車への試験的な導入も行われた。広い運転台や空調装置、自動速度制御などの評価は高かった一方、駆動装置の不具合などの欠陥が指摘された事により本格的な導入は行われず、同年のうちに車両はメトロワゴンマッシュへ返却された。その後2007年にハンガリー国鉄が購入したものの営業運転には投入されず、6341形（→416形）の予備部品供給用車両として用いられている。